# Japanagromyza setigera
Japanagromyza setigera är en tvåvingeart som först beskrevs av Malloch 1914.  Japanagromyza setigera ingår i släktet Japanagromyza och familjen minerarflugor. Inga underarter finns listade i Catalogue of Life.